# دي جاي كوفينغتون
دي جاي كوفينغتون (بالإنجليزية: D. J. Covington)‏ مواليد 5 أغسطس 1991 في فرجينيا بيتش، هو لاعب كرة سلة أمريكي. بدأ مسيرته الاحترافية في سنة 2014. يلعب مع فينيكس هاغن في الدوري الألماني لكرة السلة كلاعب وسط. يحمل الرقم 24. يبلغ طوله 6 قدم 9 بوصة (2.1 م). لعب مع ألاسكا أيسز وفينيكس هاغن.

## روابط خارجية
- دي جاي كوفينغتون على موقع كرة السلة الأوروبية.كوم (الإنجليزية)
- دي جاي كوفينغتون على موقع كلية كرة السلة في سبورتس رفرنس.كوم (الإنجليزية)